# Erich Dobberstein
Erich Dobberstein (15 de Dezembro de 1919 - 29 de Junho de 1944) foi um comandante de U-Boot que serviu na Kriegsmarine durante a Segunda Guerra Mundial.